# أشرطة رقمية
هي تنسيقات الأشرطة الصوتية الرقمية المطروحة لـلمحترفين في مجال الصوتيات وفي أسواق المستهلكين:
- شريط الصوت الرقمي (أو DAT) هو النوع الأكثر شيوعًا وحقق نوعًا من النجاح بصفته تنسيقًا لتخزين الصوت بين العاملين في هذا المجال و«الجهات المنتجة والمستهلكة» قبل انخفاض أسعار القرص الثابت وأجهزة التسجيل الرقمية المعتمدة على ذاكرة الفلاش ذات الحالة الصلبة وذلك في أواخر عقد التسعينيات من القرن العشرين. تسبب إجراء التسجيل من خلال الأقراص الثابتة إلى هجر أشرطة DAT، حيث توفر مسجلات الأقراص الثابتة قدرة أكبر على تنويع الاستخدامات لعملية التحرير مقارنة بالشريط، فضلاً عن زيادة سهولة الاستيراد داخل محطات عمل الصوت الرقمية (DAWs) وأنظمة تحرير الفيديو غير الخطية (NLE).

تم إعداد *الشريط الرقمي المضغوط ليكون بديلاً رقميًا عن الشريط التمثيلي المنتشر في الأسواق، لكن درجة الانتباه أو التبني التي حظي بها كانت ضعيفة جدًا. يرجع فشل هذه الأشرطة بوجه عام إلى تكاليف الإنتاج المرتفعة مقارنة أقراص الصوت المضغوطة، والتجاوب الفاتر معها من قبل المستهلكين.
تتضمن أشرطة الفيديو الرقمية ما يلي:
- Betacam IMX (سوني)
- D-VHS (جيه في سي)
- D1 (سوني)
- D2 (سوني)
- D3
- D5 HD
- Digital-S D9 (جيه في سي)
- Digital Betacam (سوني)
- Digital8 (سوني)
- DV
- HDV
- ProHD (جيه في سي)
- MiniDV

الأقراص التمثيلية المستخدمة لتخزين بيانات رقمية:
- من الناحية التاريخية، تم استخدام شريط الصوت المضغوط المصمم في الأساس من أجل التخزين التمثيلي للموسيقى كبديل عن الأقراص الثابتة وذلك في أواخر عقد السبعينيات وأوائل عقد الثمانينيات من القرن العشرين بغرض توفير ميزة تخزين البيانات على أجهزة الكمبيوتر المنزلية.
- استخدمت أنظمة أشرطة الصوت الرقمية Alesis ADAT أشرطة Super VHS لتسجيل 8 مسارات صوتية رقمية متزامنة في المرة الواحدة.
- كما كان هناك أيضًا العديد من أنظمة تسجيل الصوت التي تستخدم مسجلات فيديو في إتش إس VCR كأجهزة تخزين ووسائل نقل لأشرطة الفيديو، وكان ذلك يتم عمومًا من خلال ترميز البيانات الرقمية لتسجيلها على إشارة فيديو مركب تمثيلي (والتي تشبه الساكنة) ثم تسجيل هذه البيانات على شريط ممغنط. واستُخدمت هذه الأنظمة بوجه عام لتكون كمسجلات “شاملة”، لتسجيل المزيج المنتهي من المسجل متعدد المسارات في الإعداد لتصنيع قرص مضغوط أو شريط أو تسجيل مصنوع من مادة الفينيل. كان أحد الأمثلة على ذلك dbx Model 700.
- باعت العديد من الشركات حلول VHS للنسخ الاحتياطي خلال عقدي الثمانينيات والتسعينيات من القرن العشرين حيث تم تحويل بيانات إلى صورة فيديو ثم حفظها على شريط VHS .